# تشاندريخا دي كيخا
بلدية تشاندريخا دي كيخا (بالإسبانية: Chandreja de Queija) هي بلدية تقع في مقاطعة أورينسي التابعة لمنطقة غاليسيا شمال غرب إسبانيا.

## الديموغرافيا
بلغ عدد سكان بلدية تشاندريخا دي كيخا 619 نسمة عام 2011 (وفقاً للمعهد الوطني للإحصاء الإسباني).
| 984 | 928 | 865 | 807 | 719 | 679 | 619 |